# Mitul lui Rommel
Mitul lui Rommel sau legenda lui Rommel este o expresie folosită de mai mulți istorici pentru descrierile frecvente ale generalfeldmarschallului german Erwin Rommel ca fiind un comandant apolitic, strălucit și o victimă a naziștilor datorită presupusei sale participări la complotul din 20 iulie împotriva lui Adolf Hitler, care a condus la sinuciderea forțată a lui Rommel în 1944. Potrivit acestor istorici, care au o viziune critică asupra lui Rommel, astfel de reprezentări nu sunt exacte.
Descrierea lui Rommel ca un comandant strălucit a început în 1941, cu implicare lui Rommel, ca o componentă a propagandei naziste pentru elogierea Wehrmachtului și insuflarea optimismului publicului german. Acesta a fost preluată și diseminată în Occident de către presa britanică din timpul războiului, în timp ce Aliații încercau să explice de ce erau incapabili să învingă forțele Axei în Africa de Nord. Geniul lui Rommel a fost folosit de disidenți pentru a protesta împotriva inegalității sociale din cadrul armatei britanice și de lideri precum Winston Churchill pentru a reduce tensiunile de clasă
După război, Aliații occidentali, în special britanicii, l-au descris pe Rommel drept „germanul bun” și „prietenul nostru Rommel”, aderând îndeaproape la principiile  mitului Wehrmacht-ului inocent. Reputația sa de conducător al unui „război curat” a fost folosită în interesul  reînarmării Germaniei de Vest în timpul Războiului Rece și al reconcilierii dintre foștii inamici, Regatul Unit și Statele Unite, pe de o parte, și noua  Republică Federală Germană, pe de altă parte. Biografia din 1950 Rommel: vulpea deșertului și publicarea în 1953 a The Rommel Papers au contribuit la consolidarea mitului, care s-a dovedit rezistent la examinarea critică.
Această reevaluare a produs noi interpretări ale lui Rommel, inclusiv relația sa cu nazismul, abilitățile sale de comandant la nivel operațional și strategic și rolul său în complotul din 20 iulie pentru asasinarea lui Hitler. Istoricii și comentatorii au ajuns la concluzia că Rommel rămâne o figură ambiguă, care nu poate fi definită cu ușurință nici în interiorul, nici în afara mitului.

## Terminologie
Autorii inițiali precum Desmond Young și Basil Liddell Hart menționează „legenda Rommel” în cărțile lor. Liddell Hart a descris eforturile britanice de a face contrapropagandă împotriva reputației militare a lui Rommel (arătând în același timp respect față de comportamentul său în război): „Astfel, comandanții britanici și statele majore ale cartierelor generale au fost nevoiți să depună eforturi susținute pentru a risipi «legenda Rommel»”. Încă din 1950, fostul adjunct al lui Bernard Law Montgomery s-a referit la „mit” într-un articol intitulat „Mitul lui Rommel demistificat”, în care urmărea să abordeze concepțiile greșite percepute cu privire la luptele din campania din Africa de Nord.
Așa cum este folosit de autorii germani, Mythos Rommel este o descriere neutră, așa cum se poate vedea în lucrările unor istorici precum Peter Lieb. Termenul recunoaște, așa cum spune Lieb, că „Rommel este și rămâne un Mythos .... El nu ar putea fi blocat într-un singur sertar. În orice caz, cineva ar trebui să decidă singur dacă îl vede sau nu ca pe un model de urmat”. Printre autorii germani care folosesc cuvântul „Mythos” în acest mod neutru se numără Maurice Philip Remy, Wolfram Pyta, Jörg Echternkamp, Guido Knopp și Sandra Mass.

## Origine
Originile mitului pot fi găsite mai întâi în goana lui Rommel după succes ca tânăr ofițer în Primul Război Mondial și apoi în cartea sa populară din 1937 Infanterie Greift An⁠(d) (Atacuri ale infanteriei), care a fost scrisă într-un stil care s-a îndepărtat de literatura militară germană a vremii. Cartea a devenit un bestseller și se presupune că a fost citită de Adolf Hitler.
Istoricul Antony Beevor⁠(d) plasează începutul „legendei lui Rommel” la 13 mai 1940, în timpul Bătăliei Franței, când trupele lui Rommel au traversat fluviul Meuse sub focul inamic și au stabilit capete de pod la Houx și Dinant.
Potrivit lui Hans-Ulrich Wehler⁠(d), motivul inițial care a dus la reputația ridicată a lui Rommel în țările străine a fost că oamenii din țările aliate au auzit că acesta îi trata bine pe soldații capturați.

### În propaganda nazistă și aliată

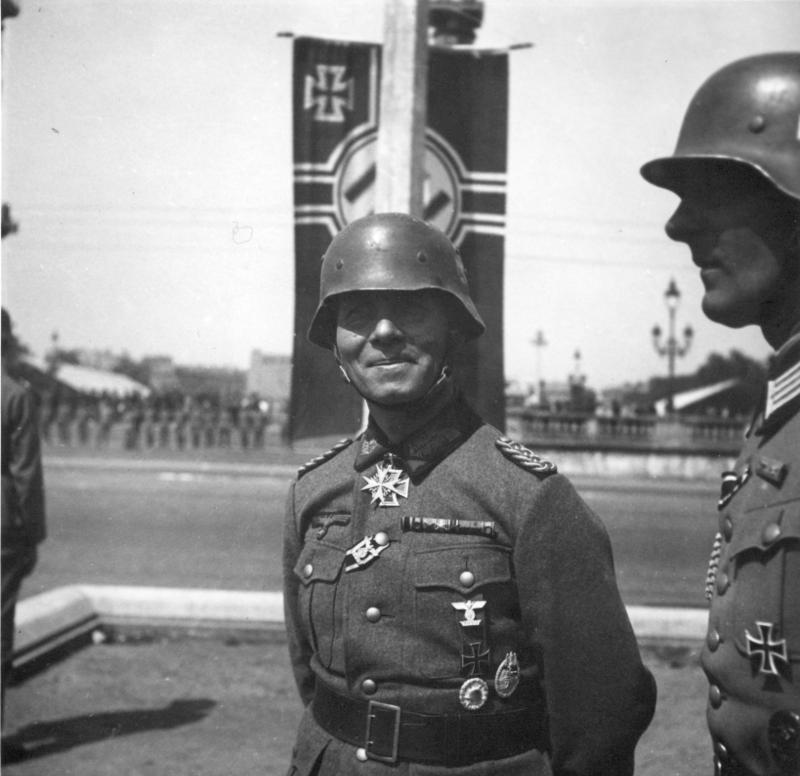
Rommel la parada victoriei de la Paris, iunie 1940. Rommel a avut acces la ministrul Propagandei Reichului Joseph Goebbels prin intermediul lui, care s-a aflat sub comanda lui Rommel în 1940.

Victoriile lui Rommel în Franța au fost prezentate în presa germană și în filmul din februarie 1941 Sieg im Westen⁠(d) (Victorie în vest), în care a ajutat personal regizorul la reconstituirea traversării râului Somme. Victoriile lui Rommel din 1941 au fost puse în valoare de propaganda nazistă, chiar dacă succesele sale din Africa de Nord au fost obținute în cel mai puțin valoros teatru de război din punct de vedere strategic În noiembrie 1941, Joseph Goebbels (șeful Ministerului Propagandei) a scris despre intenția sa de a-l „ridica pe Rommel la rangul de erou popular”. Rommel, cu abilitățile sale înnăscute de comandant militar și cu dragostea sa pentru lumina reflectoarelor, se potrivea perfect rolului pe care Goebbels i-l atribuise.
În Africa de Nord, Rommel a primit ajutor pentru cultivarea imaginii sale de la Alfred Ingemar Berndt⁠(d), un înalt funcționar al Ministerului Propagandei Reichului, care se oferise voluntar pentru serviciul militar. Berndt a fost repartizat în statul major al lui Rommel și a devenit unul dintre cei mai apropiați colaboratori ai acestuia. Berndt a acționat adesea ca intermediar între Rommel, Ministerul Propagandei și Cartierul General al Führerului. El a condus ședințele foto ale lui Rommel și a trimis la radio rapoarte care descriau bătăliile..
În primăvara anului 1941, numele lui Rommel a început să apară în presa britanică. În toamna anului 1941 și la începutul iernii 1941/1942, el a fost menționat în presa britanică aproape zilnic. Daily Express și The Cairns Post⁠(d) au scris: „Nici o prostie «aristocratică» despre Erich, nici despre codul de conduită - așa cum a fost el - pe care majoritatea ofițerilor prusaci l-au onorat în război. El este un general gangster, instruit la o școală mai dură decât Chicago. A fost organizatorul golanilor lui Hitler înainte ca acesta să ajungă la putere... Erich a devenit astfel liderul Gărzii Negre S.S., armata privată a lui Hitler, care execută răzbunările sale private și îi păzește persoana ... Când, în sfârșit, Polonia a luat poziție pentru democrație, Rommel a fost cel care a condus un corp de panzere împotriva cavaleriei poloneze cu o vitejie remarcabilă. Mai târziu, în Franța, Hitler l-a făcut Cavaler al Crucii de Fier pentru străpungerea liniei Maginot la Maubeuge cu Divizia a 7-a blindată. Este adevărat că rezistența franceză era aproape de sfârșit atunci, dar Erich avea dreptul la decorația sa”.. Spre sfârșitul anului, mașina de propagandă a Reichului a folosit, de asemenea, succesele lui Rommel în Africa ca o distragere a atenției de la situația dificilă a Wehrmachtului în Uniunea Sovietică, dat fiind că Operațiunea Barbarossa ajunsese la un impas.
Presa americană a început curând să-l remarce și pe Rommel, după intrarea în război a Statelor Unite la 11 decembrie 1941, scriind că: „Britanicii ... îl admiră pentru că i-a învins și au fost surprinși să fi învins la rândul lor un general atât de capabil”. Generalul Claude Auchinleck⁠(d) a distribuit comandanților săi o directivă prin care încerca să înlăture ideea că Rommel era un „supraom”. Bătălia de la Pasul Kasserine din timpul Campaniei din Tunisia a intensificat admirația infanteriștilor americani față de Rommel. Cultul personalității a fost atât de puternic încât, potrivit lui Peter Schrijvers, „pentru restul războiului, prizonierii de război germani se despărțeau de fotografiile lui Rommel cu aceeași reticență cu care soldații americani erau dornici să le obțină”. În timp ce trupele aliate îl respectau pe Rommel, civilii aveau imaginea negativă „larg acceptată” a originii lui Rommel și a legăturii sale cu naziștii. Așa cum a fost descris de Rosie Goldschmidt Waldeck (care a dezmințit povestea inventată) și de The New York Times în 1943, „S-a spus că Rommel și-a început cariera ca huligan al lui Hitler și datorează ascensiunea sa rapidă colaborării sale timpurii cu Himmler”. Această linie de propagandă s-a perpetuat până la sfârșitul războiului. Potrivit lui Atkinson, pentru a contracara „cavalerismul pervers” („războiul fără ură”, în cuvintele lui Rommel) promovat de Rommel, autoritățile britanice și americane au instituit antrenamente pentru ură și au încercat să crească dorința de a ucide inamicii prin accentuarea brutalității inamicului, precum și prin împroșcarea cu sânge de abator în cadrul sesiunilor de antrenament pentru asalt. Generalul britanic John Strawson constată aceeași diferență de atitudine față de război între liderii celor două tabere.
Atenția presei occidentale și în special a celei britanice l-a entuziasmat pe Goebbels, care scria în jurnalul său la începutul anului 1942: „Rommel continuă să fie iubitul recunoscut chiar și de agențiile de presă ale inamicilor”. Rommel a fost mulțumit de atenția mediatică, atât internă, cât și externă, discutând adesea despre aceasta în scrisorile către soția sa. Hitler a luat notă și de propaganda britanică, comentând în vara anului 1942 că liderii britanici trebuie să fi sperat „să-și poată explica mai ușor înfrângerea în fața propriei națiuni concentrându-se pe Rommel”.
Rommel a fost comandantul german cel mai des mediatizat în presa germană și singurul care a beneficiat de o conferință de presă, care a avut loc în octombrie 1942.{sfn|Citino|2012}}. Conferința de presă a fost moderată de Goebbels și a beneficiat de participarea presei naționale și străine. Rommel a declarat: „Astăzi ... avem porțile Egiptului în mână, și cu intenția de a acționa!” Menținerea atenției asupra lui Rommel a distras atenția publicului german de la pierderile suferite de Wehrmacht în alte părți, pe măsură ce soarta războiului începea să se schimbe. El a devenit un simbol care a fost folosit pentru a consolida credința publicului german într-o victorie finală a Axei.

### Schimbarea cursului războiului
În urma victoriei britanice din a doua bătălie de la El Alamein, în noiembrie 1942 și a altor eșecuri militare, Ministerul Propagandei a îndrumat mass-media să sublinieze invincibilitatea lui Rommel. Această mascaradă a fost menținută până în primăvara anului 1943, chiar dacă situația Germaniei în Africa devenea tot mai precară. În mai 1943, pentru a se asigura că înfrângerea inevitabilă din Africa nu va fi asociată cu numele lui Rommel, Goebbels a cerut Înaltul Comandament Suprem să anunțe că Rommel se află într-un concediu de două luni din motive de sănătate. În schimb, campania a fost prezentată de Berndt, care și-a reluat rolul în Ministerul Propagandei, ca un șiretlic pentru a imobiliza Imperiul Britanic în timp ce Germania transforma Europa într-o fortăreață impenetrabilă, cu Rommel la cârma acestui succes. După difuzarea programului radio în mai 1943, Rommel i-a trimis lui Berndt o cutie de trabucuri în semn de recunoștință.

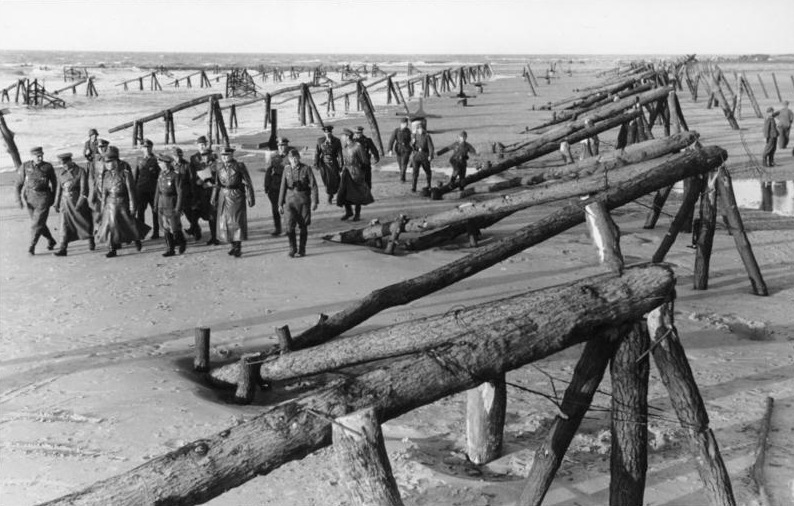
Una dintre numeroasele fotografii de propagandă nazistă care prezentau vizitele de inspecție ale lui Rommel de-a lungul Zidului Atlanticului

Deși Rommel a traversat apoi într-o perioadă fără o comandă semnificativă, a rămas un nume cunoscut în Germania, cu o aură de invincibilitate. Hitler l-a inclus apoi pe Rommel în strategia sa defensivă pentru „Cetatea Europa” (Festung Europa), trimițându-l în vest pentru a inspecta fortificațiile de-a lungul Zidului Atlanticului. Goebbels a sprijinit decizia, notând în jurnalul său că Rommel era „fără îndoială omul potrivit” pentru această sarcină. Ministrul propagandei se aștepta ca această mișcare să liniștească publicul german și, în același timp, să aibă un impact negativ asupra moralului forțelor aliate.
În Franța, o echipă de propagandă a Wehrmachtului îl însoțea frecvent pe Rommel în călătoriile sale de inspecție, pentru ca să documenteze activitatea sa atât pentru publicul intern, cât și pentru cel extern. În mai 1944, jurnalelede știri germane au relatat despre discursul lui Rommel la o conferință a Wehrmachtului, în care acesta și-a declarat convingerea că „fiecare soldat german își va aduce contribuția împotriva spiritului anglo-american, pe care acesta o merită pentru campania sa criminală și bestială de război aerian împotriva patriei noastre”. Discursul a dus la o creștere a moralului și a menținut încrederea în Rommel.
Atunci când Rommel a fost grav rănit la 17 iulie 1944, Ministerul Propagandei a depus eforturi pentru ca să ascundă incidentul, ca să nu submineze moralul intern. În ciuda acestui fapt, vestea a ajuns în presa britanică. Pentru a contracara zvonurile privind o rană gravă și chiar moartea, Rommel a fost obligat să apară la o conferință de presă organizată la 1 august. La 3 august, presa germană a publicat un raport oficial potrivit căruia Rommel a fost rănit într-un accident de mașină. Rommel și-a notat în jurnalul său consternarea față de această răstălmăcire a adevărului, realizând cu întârziere cât de mult îl folosea propaganda Reichului pentru propriile scopuri.

### În perioada postbelică
Citându-l pe Correlli Barnett⁠(d) („Războiul deșertului a intrat în memoria populară britanică, o sursă de legendă, rescrisă la nesfârșit atât ca istorie, cât și ca ficțiune”), istoricul Lucio Ceva susține că, deși mitul a fost de origine britanică, acesta și-a găsit reflectarea în Germania de Vest postbelică. Istoricul Peter Caddick-Adams⁠(d) sugerează că, în urma sinuciderii sale forțate, Rommel a apărut ca „fața acceptabilă a militarismului german, germanul «bun» care s-a detașat de regimul nazist”. Astfel, terenul a fost fertil pentru ca mitul să renască după război, în interesul programului de reînarmare a Germaniei și al reconcilierii dintre Aliați și Germania de Vest.
După izbucnirea Războiului din Coreea în 1950, americanilor și britanicilor le-a devenit clar că o armată germană va trebui să fie reînființată pentru a ajuta la confruntarea cu Uniunea Sovietică. Mulți foști ofițeri germani, inclusiv Adolf Heusinger și Hans Speidel⁠(d), care făcuseră parte din personalul lui Rommel în Franța, erau convinși că nicio viitoare armată vest-germană nu va fi posibilă fără reabilitarea Wehrmachtului. În octombrie 1950, la îndemnul cancelarului vest-german Konrad Adenauer, un grup de foști ofițeri superiori a elaborat documentul care a devenit ulterior cunoscut sub numele de Memorandumul de la Himmerod. Destinat atât ca instrument de planificare, cât și ca instrument de negociere, documentul includea o cerere-cheie pentru„măsuri de transformare a opiniei publice interne și externe” cu privire la armata germană

## Fundamentarea mitului
Foștii inamici ai lui Rommel, în special britanicii, au jucat un rol-cheie în crearea și propagarea mitului. Reînarmarea germană depindea în mare măsură de reabilitarea morală de care Wehrmachtul avea nevoie. Jurnalistul și istoricul Basil Liddell Hart, un susținător timpuriu al acestor două inițiative interconectate, a furnizat prima sursă disponibilă pe scară largă despre Rommel în cartea sa din 1948 despre generalii lui Hitler, actualizată în 1951. Portretizându-l pe Rommel ca pe un outsider al regimului nazist în ediția din 1948, Liddell Hart a încheiat textul din 1951 cu comentarii despre „darurile și performanțele” lui Rommel care „l-au calificat pentru un loc în rolul «marilor căpitani» ai istoriei”.

### FilmulCinci morminte până la Cairo
Filmul din 1943 Cinci morminte până la Cairo, regizat de Billy Wilder, a fost singurul film din timpul războiului care a prezentat un general german ca personaj principal. Potrivit lui Battistelli, portretizarea lui Rommel de către Erich von Stroheim „ar fi putut fi departe de realitate, dar cu siguranță a contribuit la nașterea mitului lui Rommel”. În iunie 1943, revista Life comenta: „Nu va câștiga nici un premiu Oscar, dar este un film important pentru că îl reintroduce pe Erich von Stroheim ca arhicunoscutul personaj negativ al ecranului în uniformă prusacă, de data aceasta portretizându-l pe mult lăudatul feldmareșal nazist Rommel... Uitând de caricaturile sale timpurii de prusaci pompoși, el îl interpretează pe feldmareșalul Rommel cu multă finețe, îl arată atât uman, cât și viclean, brutal și vanitos”. Filmul „exploatează unul dintre stereotipurile germane standard din timpul războiului, cel al ofițerului Junker aristocrat, rece și nemilos”, prezentându-l pe Rommel ca un „ofițer wilhelminian, cu cicatrici de duel și autoritate de neclintit”. Istoricul de film Bernard F. Dick a remarcat faptul că Rommel al lui Stroheim avea a fost tratat cu un anumit grad de simpatie, având în vedere că Rommel însuși era o persoană pe care scenariștii o considerau greu de denigrat sau caricaturizat.

### Rommel: Vulpea deșertului
Celălalt text fundamental a fost biografia influentă și laudativă din 1950 Rommel: Vulpea deșertului de generalul de brigadă britanic Desmond Young. Young a activat în Africa de Nord în armata indiano-britanică în calitate de ofițer de relații publice și a fost luat prizonier de trupele lui Rommel. Young a intervievat-o îndelung pe văduva lui Rommel și a lucrat cu mai multe persoane care fuseseră apropiate acestuia, inclusiv Hans Speidel și Liddell Hart. Speidel scrisese deja în 1946 că plănuia să îl transforme pe Rommel în „eroul poporului german”, pentru a-i oferi un model pozitiv. Rommel era un candidat potrivit, deoarece modul în care a murit a condus la presupunerea că nu a fost un susținător al nazismului. Young a subscris acestui punct de vedere, transmițând subtil că Rommel a servit regimul, dar nu a făcut parte din el. Rezultatul a fost previzibil pozitiv, „la limita hagiografiei”, potrivit istoricului Patrick Major⁠(d).
Primirea „Vulpii deșertului” în Marea Britanie a fost entuziastă: cartea a cunoscut opt ediții într-un an. Biografia lui Young a reprezentat un alt pas în dezvoltarea mitului Rommel, Rommel apărând ca un complotist activ, dacă nu chiar principalul complotist. Speidel a început și el, începând, de la începutul anilor 1950, să scoată în evidență rolul lui Rommel și al său în complot, sporind-și astfel șansele proprii pentru un viitor rol în noua forță militară a Republicii Federale, Bundeswehr, și apoi în NATO.
Cartea nu a fost lipsită de detractori. Recenzia din revista Time a remarcat statutul legendar pe care Rommel l-a atins în timpul vieții sale și a citat o altă recenzie care îl descria pe Rommel drept „generalul german preferat al armatei britanice”. Criticul revistei Time a concluzionat că această carte este „doar pe această parte a cultului eroului”. Citându-l pe Ernest Bevin, un cunoscut politician laburist, a făcut aluzie la faptul că această carte este un exemplu de „sindicat al generalilor” în acțiune: Mareșalul Claude Auchinleck, într-o prefață la carte, l-a onorat pe Rommel „ca soldat și om”, iar mareșalul Archibald Wavell l-a inclus „printre puținii aleși, printre cei foarte curajoși, cei foarte adevărați”. Criticul a remarcat admirația evidentă pe care Young o avea pentru generalii germani și a afirmat că această carte ar fi putut fi „scrisă de [unul dintre ei]”. Richard Crossman, un deputat laburist, a obiectat la portretizarea lui Rommel ca un anti-nazist, scriind:
Ca națiune, ne amăgim singuri crezând că există două feluri de germani - germanul bun și germanul rău. „Germanii răi” sunt naziștii, militarii, antidemocraticii și autorii de atrocități. „Germanii buni” sunt democrați iubitori de pace și adevărați gentlemeni. Ergo, din moment ce Rommel a fost un luptător curat, trebuie să fi fost antinazist, iar oamenii ca el ar fi buni aliați ai democrației împotriva rușilor.
Istoricul Hugh Trevor-Roper⁠(d) a comentat că „pericolul acum nu este că «prietenul nostru Rommel» devine nu un magician sau un bau-bau, ci prea mult un erou”. Acesta a subliniat apropierea timpurie a lui Rommel de Hitler; el l-a descris pe Rommel ca fiind reprezentativ pentru legătura dintre nazism și Wehrmacht și sprijinul pe care corpul ofițerilor germani l-a oferit pentru „politica lui Hitler și războiul lui Hitler”.

### FilmulVulpea deșetului
The 1951 film Vulpea deșertului: Povestea lui Rommel, bazat pe biografia lui Young, îl prezenta pe Rommel într-un mod binevoitor, ca pe un soldat loial, uman și un oponent ferm al politicii lui Hitler. Filmul a prezentat rolul controversat al lui Rommel în conspirația împotriva lui Hitler , omițând în același timp asocierea timpurie a lui Rommel cu dictatorul.
Jurnalistul Malcolm Muggeridge⁠(d), care servise în serviciile secrete din Africa de Nord în timpul războiului a scris în The Daily Telegraph un articol „Rommel: Un portret măgulitor și neconvingător” în care a comentat că filmul reprezenta „o tendință spre schizofrenia colectivă, întrucât ... «cavalerismul» față de un generalul de brigadă capturat nu este în niciun fel incompatibil cu o politică externă a perfidiei și a nepăsării brutale față de toate decențele elementare ale comportamentului civilizat”. Reacția criticilor și a publicului din SUA a fost slabă, dar a fost un succes comercial în Marea Britanie, împreună cu un film mai puțin cunoscut din 1953, Șobolanii deșertului, în care James Mason a reluat portretul lui Rommel.
Filmul a primit recenzii pozitive aproape universale în Marea Britanie, în timp ce în Viena și Milano au izbucnit proteste la cinematografe. Liddell Hart a vizionat filmul cu un grup de ofițeri britanici de rang înalt și a declarat că a fost „plăcut surprins”. Patrick Major susține că războiul din deșert s-a dovedit, într-adevăr, un spațiu potrivit pentru realizarea reconcilierii dintre foștii inamici. Istoria populară britanică s-a concentrat asupra acestui teatru de război, aproape excluzându-le pe toate celelalte. El afirmă că Vulpea deșertului a avut un „efect catalizator” în crearea unei imagini a forțelor armate germane care să fie acceptabilă pentru publicul britanic. Rommel a fost astfel integrat cu succes în mitul Wehrmachtului curat. Petra Rau susține că Rommel al lui Mason (spre deosebire de Cinci morminte până la Cairo, Rommel a fost prezentat aici ca o reprezentare a virtuților britanice și, prin urmare, ca o figură simpatică), la fel ca alți „germani buni” din cultura populară, nu este prezentat ca un reprezentant al germanilor, ci mai degrabă ca un caz excepțional care a fost înconjurat de naziști reali.

### Documentele Rommel

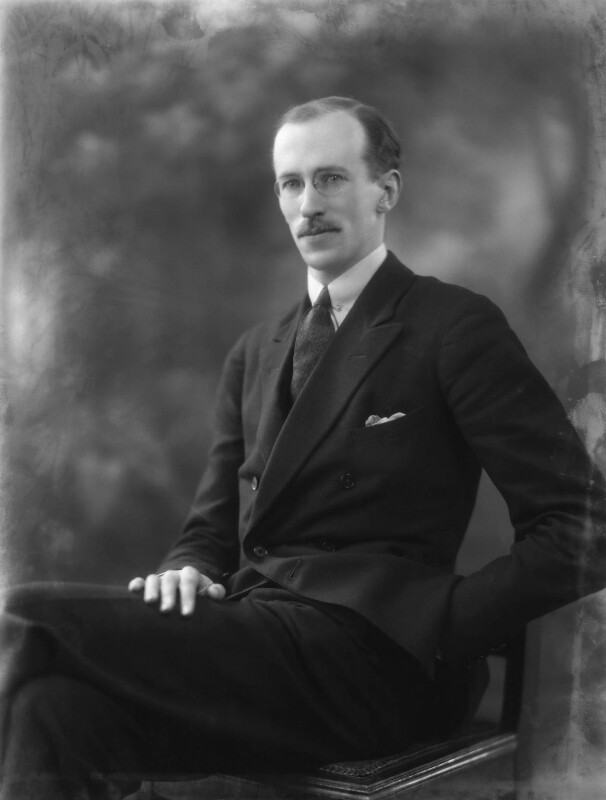
Introducerea istoricului britanic B. H. Liddell Hart la Documentele Rommel a făcut comparații între Rommel și Lawrence al Arabiei, „doi maeștri ai războiului în deșert”.

În 1953 au fost publicate scrierile lui Rommel din perioada războiului sub forma Documentele Rommel, autor ifiind Fostul ofițer Wehrmacht Fritz Bayerlein⁠(d), care a făcut parte din echipa lui Rommel în Africa de Nord, precum și de văduva și fiul lui Rommel. Volumul conținea o introducere și un comentariu de Liddell Hart. Volumul conținea o introducere și un comentariu de Liddell Hart.
Istoricul Mark Connelly⁠(d) susține că Documentele Rommel a fost una dintre cele două lucrări fundamentale care au condus la o „renaștere Rommel” și la o „reabilitare anglofonă”, cealaltă fiind biografia lui Young. Cartea a contribuit la perceperea lui Rommel ca un comandant străluci. În introducere, Liddell Hart a făcut comparații între Rommel și Lawrence al Arabiei, „doi maeștri ai războiului în deșert”.
În același timp, Liddell Hart avea un interes personal în această lucrare: convingând-o pe văduva lui Rommel să includă materiale favorabile lui, îl putea prezenta pe Rommel drept „elevul” său în ceea ce privește războiul blindat mobil. Astfel, „teoria abordării indirecte” a lui Liddell Hart a devenit un precursor al blitzkriegului („războiul fulger”) german. Controversa a fost descrisă de politologul John Mearsheimer în lucrarea sa Greutatea istoriei, unde atras concluzia conform caăreia, „punând cuvinte în gura generalilor germani și manipulând istoria”, Liddell Hart a fost în măsură să demonstreze că a fost la originea succeselor germane spectaculoase din 1940.

### Aprecieri binevoitoare
Tendința a continuat cu alte biografii binevoitoare, cum ar fi Rommel în calitate de comandant militar (1968), de fostul soldat britanic Ronald Lewin⁠(d), și Crucea cavalerului: O viață de feldmareșalului Erwin Rommel (1994), de fostul general britanic David Fraser. Aceste lucrări s-au concentrat pe cariera militară a lui Rommel, depolitizând-o și prezentându-l strict ca soldat. Într-o altă lucrare despre campania din Africa de Nord, cea din 1977 Viața și moartea Africa Korps din 1977, Lewin scria că a fost „necesar să afirmăm că ... puritatea deșertului a purificat războiului din deșert”, în timp ce Fraser s-a concentrat pe performanța lui Rommel pe câmpul de luptă și l-a descris ca pe un erou Fraser's biography remains a work of high reputation,. Pier Paolo Battistelli a lăudat această lucrare pentru abordarea remarcabilă a problemei mitului lui Rommel, precum și a vieții și carierei acestuia în general. Cu toate acestea, lucrarea a fost criticată de istoricul Mark Connelly ca „înglobând abordarea hagiografică post-1945”. Connelly oferă exemplul descrierii lui Rommel de către Fraser ca unul dintre „marii maeștri ai manevrelor în război”, a cărui personalitate „transcende timpul” și „taie ca o sabie prin perdelele istoriei”.
Istoricul Patrick Major subliniază faptul că o lucrare recentă, cartea din 2002 Alamein: Războiul fără ură de Colin Smith și John Bierman, a împrumutat numele memoriilor postume ale lui Rommel, Krieg ohne Hass, pentru subtitlul său. Connelly include lucrările lui Sir John Squire⁠(d) și ale generalului Sir ăăJohn Hackett]] în tradiția necritică. În schimb, biografiile germane, cum ar fi cea a jurnalistului Wolf Heckmann⁠(d), au fost mult mai puțin favorabile.

## Elementele mitului
Unii dintre primii autori care au scris despre Rommel în timpul războiului și biografii postbelici folosesc cuvântul „legendă” sau „mit” atunci când descriu diferite elemente de propagandă și zvonuri pe care guvernul nazist și presa aliată le-au răspândit despre viața și caracterul lui Rommel. Aceste zvonuri ignorau, de obicei, originea sa din clasa de mijloc și subliniau legătura sa cu clasele de jos și adeziunea sa timpurie la național-socialism sau sprijinul acordat lui Hitler, folosind mai multe povestiri inventate. Potrivit lui Charles F. Marshall, cel mai semnificativ dintre acestea a fost faptul că Rommel a fost un soldat al trupelor de asalt (ceea ce a fost conceput de propaganda nazistă pentru a arăta „ce înălțimi ar putea pretinde un soldat al trupelor de asalt” și pentru a promova în același timp impresia că Rommel este un susținător înfocat al naziștilor), informație pe care mai multe enciclopedii americane o mai publicau încă la un deceniu după încheierea războiului. 

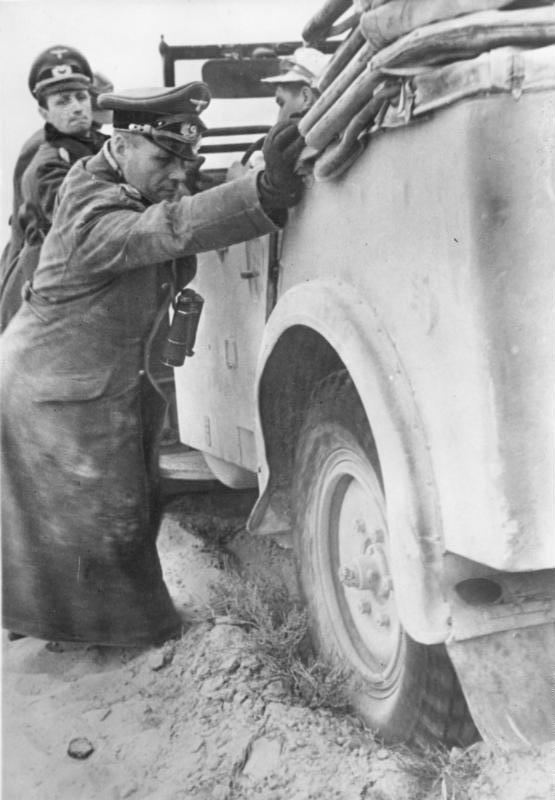
O imagine emblematică a lui Rommel ca „om de rând”, care ajută alături de oamenii din subordine la eliberarea mașinii sale de stat major.

Conform spuselor istoricului Mark Connelly, Young și Liddell Hart au pus bazele mitului anglo-american, care a constat în trei teme: ambivalența lui Rommel față de nazism, geniul său militar și accentul pus pe natura cavalerească a luptelor din Africa de Nord. Lucrările lor au sprijinit imaginea „Wehrmachtului cu mâinile curate” și, în general, nu au fost puse la îndoială, deoarece proveneau de la autori britanici, mai degrabă decât de la revizioniști germani. 
Cea mai importantă revistă germană de știri Der Spiegel îl descrie pe Rommel ca „Gentleman războinic, geniu militar” .
Potrivit lui Watson, cel mai dominant element în mitul Rommel este Rommel soldatul superior, al doilea fiind Rommel omul de rând, iar ultimul Rommel martirul Rosie Goldschmidt Waldeck, scriind în 1943, notează, de asemenea, imaginea generalului care lupta cu soldații obișnuiți, cu o tinerețe de neuitat și o invulnerabilitate aparentă.
Istoricul Sandra Mass consideră mitul lui Rommel un cult al eroilor, o sinteză a vechilor și noilor culte ale eroilor și a tradițiilor preluate în principal din trecutul colonial german, în mare parte imaginar, în special cultul eroului proletar reprezentat inițial de Carl Peters⁠(d) și cel burghez reprezentat de Paul von Lettow-Vorbeck. Rommel, așa cum era portretizat de acest cult al eroilor, era deopotrivă cavaleresc și nemilos, tânăr și bătrân, aspru și blând, puternic și drept. Calder⁠(d), Duffy și Ricci sunt de părere că strălucirea militară a lui Rommel a provocat o tendință masochistă de romanțare a unui adversar demn, care, deoarece era priceput în profesia sa, trebuie să fi fost un erou antinazist.

## Reevaluări
Cercetările de după 1990 au examinat atitudinea lui Rommel față de național-socialism, performanțele sale de comandant militar, rolul său în complotul din 20 iulie și motivațiile sale, conducând la o gamă mai diversă de interpretări ale lui Rommel și ale elementelor mitului.

### Relația cu național-socialismul

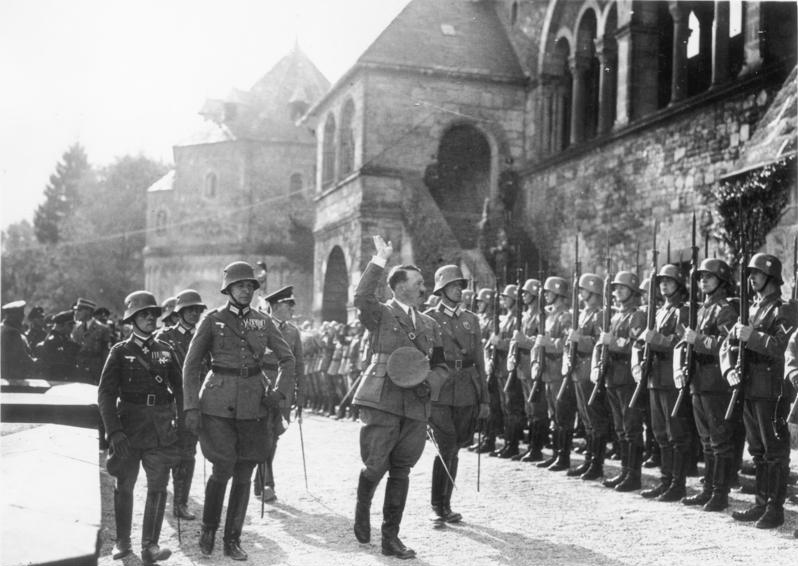
Adolf Hitler, însoțit de Rommel (extrema stângă), inspectează trupele în Goslar, 1934. Aceasta a fost prima întâlnire dintre cei doi bărbați

Rommel nu a fost membru al  Partidului Muncitoresc Național-Socialist German (nazist). Cu toate acestea, la fel ca alți ofițeri din Wehrmacht, el a salutat preluarea puterii de către Hitler.
În timpul petrecut în Goslar, el a intrat în conflict cu Sturmabteilung (SA) și cu alții care îi susțineau, care îi atacau pe evrei. Rommel și-a arătat astfel simpatia față de eliminarea SA de către Hitler, considerând că ce era mai rău a trecut, deși a fost de părere că, în viitor, Führerul ar trebui să învețe să își cunoască adevărata forță și să se abțină de la astfel de procese ilegale. Remy a datat sprijinul lui Rommel pentru Hitler în 1935, menționând un discurs în care Rommel l-a lăudat pe Hitler pentru restabilirea respectului de sine al germanilor și pentru stabilirea căii către o pace onorabilă și dreaptă, precum și pentru eforturile de ameliorare a problemelor persoanelor defavorizate.
Istoricii Ralf Georg Reuth⁠(d), David T. Zabecki⁠(d), Bruce Allen Watson și Peter Caddick-Adams afirmă că Rommel a fost unul dintre generalii preferați ai lui Hitler și că relația sa strânsă cu dictatorul a fost benefică atât pentru cariera sa interbelică, cât și pentru cea din timpul războiului. Robert Citino⁠(d) îl descrie pe Rommel ca nefiind „apolitic” și scrie că acesta își datorează cariera lui Hitler, față de care atitudinea sa era „veneratoare”, în timp ce istoricul Charles Messenger descrie „admirația crescândă” a lui Rommel față de Hitler după invadarea Poloniei. În cadrul conferinței internaționale din 2012 a  Muzeului Național al celui de-Al Doilea Război Mondial privind a doua conflagrație mondială, istoricul Nigel Hamilton s-a referit la Rommel ca la „un nazist adevărat”. Totuși, această simpatie a lui Rommel nu a vizat și partidul. În această privință, el a avut o atitudine similară cu mulți alți soldați din Wehrmacht, care, încurajați de Hitler, au crezut în mod eronat că armata este cel mai important element al regimului. Rommel a manifestat un resentiment deosebit față de SA și, mai târziu, față de SS, pentru brutalitatea lor și acapararea resurselor și a personalului.
Istoricul Alaric Searle reformulează implicarea timpurie a lui Rommel în regimul nazist, inclusiv rolul său de legătură între Tineretul hitlerist și Wehrmacht. Biografia lui Young a descris rolul lui Rommel în termeni strict militari și a făcut aluzie la o neînțelegere între acesta și liderul Tineretului hitlerist Baldur von Schirach pe motive ideologice. De fapt, Rommel propusese de două ori un plan care ar fi subordonat Tineretul Hitler armatei, scoțându-l de sub controlul Partidului Nazist. Acest lucru a fost contrar dorințelor lui Schirach, ceea ce a dus la îndepărtarea discretă a lui Rommel din proiect. Searle califică drept „evident falsă” o altă afirmație a lui Young, și anume că Rommel a devenit mai întâi apropiat de Hitler după că acesta citise în toamna anului 1938 Atacul infanteriei (Infanterie greift an) și dorea să se întâlnească cu autorul. Acest lucru pune la îndoială restul relatării lui Young în ceea ce privește relația lui Rommel cu dictatorul. Searle scrie că, în acel moment, „la fel ca mulți alți ofițeri de pe linia frontului, cu o conștientizare redusă a planificării militare în curs, Rommel încerca pur și simplu să execute ordinele primite”. Remy subliniază că incidentul în care Rommel a folosit tancuri pentru a proteja o călătorie a lui Hitler, care a fost folosit de Reuth și Irving pentru a dovedi că Rommel a ajuns în atenția lui Hitler în 1936, s-a întâmplat de fapt în 1939. În 1936, potrivit lui Remy, Rommel a fost doar o parte a spectacolului complex care l-a întâmpinat pe Hitler și nu a existat nicio dovadă a interacțiunii dintre cei doi.

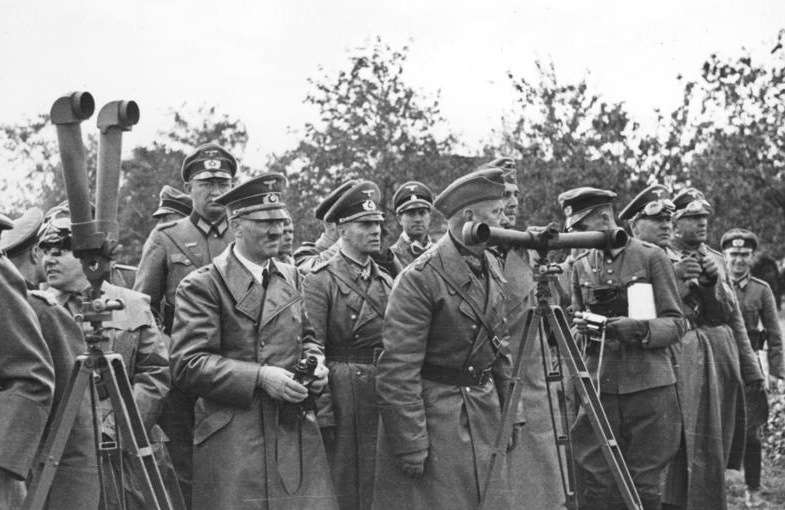
Rommel, la dreapta lui Hitler din perspectiva camerei, în Polonia, în septembrie 1939. În timpul campaniei, Rommel s-a aflat în imediata apropiere a dictatorului

Searle susține că Rommel nu numai că „a căpătat favoruri din partea regimului nazist, dar ... a fost încântat de tratamentul preferențial pe care îl primea”, inclusiv accesul la Hitler în timpul invadarea Poloniei din 1939. În timpul campaniei, Rommel a servit în calitate de comandant al batalionului Führerbegleitbrigade⁠(d), însărcinat cu paza lui Hitler și a cartierului său general de campanie. El a participat la ședințele zilnice de informare de război ale lui Hitler și a avut ocazia să poarte conversații individuale cu dictatorul, pe care le-a relatat cu mândrie în scrisorile către soția sa. Într-un semn că „a pierdut contactul cu realitatea”, după cum spune Searle, Rommel i-a scris soției sale în octombrie 1939 din Varșovia devastată, unde a organizat o paradă a victoriei: „De două zile nu există apă, curent electric, gaz, mâncare. Au ridicat numeroase baricade care au blocat circulația civililor și au expus oamenii la bombardamente din care nu puteau scăpa. Primarul a estimat numărul morților și răniților la 40.000 ... Probabil că locuitorii au răsuflat ușurați că am ajuns și i-am salvat”.
În 1939, Rommel a fost avansat de Hitler la gradul de Generalmajor⁠(d), înaintea unor ofițeri mai vechi. Showalter remarcă faptul că, chiar și în acest stadiu incipient, Hitler îl considera deja pe Rommel drept un model de fuziune între noile și vechile generații de ofițeri ale Germaniei. După intervenția lui Hitler, Rommel a reușit ulterior să obțină comanda unei divizii blindate (Panzer), deși fusese refuzat de biroul de personal al armatei, care îi oferise comanda unei divizii de vânători munte. Comportamentul neprofesionist al lui Rommel a fost remarcat de colegii săi ofițeri și a contribuit la creșterea reputației sale ca unul dintre comandanții favoriți ai lui Hitler. După înfrângerea Franței, Rommel i-a trimis lui Hitler un jurnal special pregătit al Diviziei a 7-a și a primit o scrisoare de mulțumire. Totuși, fără știrea lui Rommel, Hitler abia se uitase la jurnalul său, iar scrisoarea de mulțumire fusese scrisă de un asistent. Remy a remarcat faptul că, până în acest moment, Hitler încă nu îl trata pe Rommel ca pe o persoană foarte importantă.
Atunci când Rommel a fost luat în considerare pentru numirea în funcția de comandant-șef al armatei în vara anului 1942, Goebbels a scris în jurnalul său că Rommel „este solid din punct de vedere ideologic, nu este doar simpatizant al național-socialiștilor. El este un național-socialist, este un conducător de trupe cu un dar pentru improvizație, cu curajos și extraordinar de inventiv. Acestea sunt tipurile de soldați de care avem nevoie”.

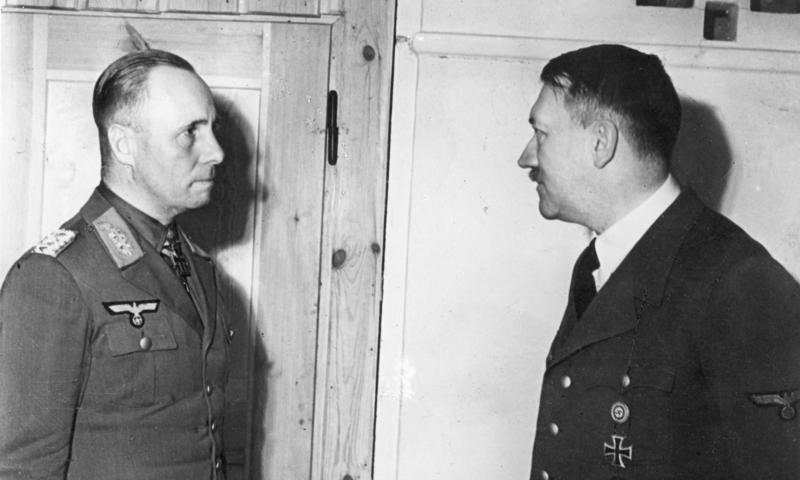
Rommel și Hitler în 1942. Potrivit lui Rick Atkinson, Rommel era cunoscut drept „mareșalul Führerului”

Rommel „a exercitat o influență aproape hipnotică asupra lui Hitler”, potrivit lui Albert Kesselring, iar un alt coleg l-a numit „mareșalul Führerului”. Scriitorul american Rick Atkinson⁠(d) a ajuns la concluzia că Rommel a fost „loial în felul său și la fel de atras de Hitler ca pilatura de oțel de un magnet ... Hitler era un bastion împotriva bolșevismului, le spusese [Rommel] ofițerilor de stat major”. În ciuda acestei relații intime, el nu a primit informații de bază cu privire la planul strategic al Germaniei: „Rommel nu știa că zdrobirea Uniunii Sovietice și ocupare de teritorii importante în est ar fi piatra de temelie a acestui plan. De asemenea, Rommel nu și-a dat seama că Hitler nu vedea niciun conflict de interese între Germania și puterea maritimă a Marii Britanii, pe care spera să o transforme într-un aliat”. De asemenea, a avut doar o săptămână de preaviz înainte de lansarea ofensivei strategice împotriva partizanilor iugoslavi la începutul anului 1943. Messenger susține că atitudinea lui Rommel față de Hitler s-a schimbat abia după invazia aliată din Normandia, când feldmareșalul și-a dat deama că războiul nu putea fi câștigat.
Istoricul Thomas Vogel este de părere că Rommel nu a fost nazist, dacă se folosește definiția folosită chiar de naziști, considerând că, deși a făcut tot ce i-a stat în putință pentru a-și face țara puternică din nou, nu a arătat niciun sprijin față de politicile rasiale sau alte aspecte ale regimului.

### Comandant la nivel operațional și strategic
Personalități militare și politice britanice au contribuit la imaginea eroică a acestuia, pe măsură ce Rommel a reluat operațiunile ofensive în ianuarie 1942 împotriva forțelor britanice slăbite de redistribuirile în Orientul Îndepărtat. Luând cuvântul în  Camera Comunelor, Churchill a vorbit despre înfrângerile britanice și l-a descris pe Rommel drept un „adversar extraordinar de îndrăzneț și inteligent” și un „mare comandant de campanie”. Tendința a continuat și după război, ca urmare a publicării cărții Vulpea deșertului, care prezintă, de asemenea, ofițeri de stat major precum Wilhelm Keitel, Alfred Jodl și Franz Halder, care s-au opus lui Rommel în chestiuni strategice și care ar fi avut motive ascunse să-l defăimeze. Foștii adversari militari din Marea Britanie l-au descris pe Rommel drept un comandant strălucit și un luptător al rezistenței, un „german bun”, o personalitate militară de rang înalt, comparată cu legendarul lider militar Belisarius. Laudele l-au determinat pe fostul adjunct al lui Bernard Montgomery, Brian Horrocks⁠(d), să susțină în articolul său din 1950 „Mitul lui Rommel, demistificat (The Rommel Myth Debunked)” că Armata a 8-a a învins Afrika Korps comandate de Rommel într-un mod „cinstit și corect”.
În 1977, Martin van Creveld⁠(d) a început reevaluarea impactului Maltei asupra problemelor de aprovizionare și a ajuns la concluzia că Rommel a fost în mare parte responsabil pentru problemele sale de aprovizionare (cauzate de liniile de aprovizionare prea extinse, care au împiedicat Afrika Korps să primească proviziile pe care italienii erau capabili să le furnizeze în cantități adecvate). Potrivit lui Creveld, capacitatea porturilor libiene era prea mică și distanțele de parcurs prea mari pentru ca Rommel să poată avansa un plan mai ambițios decât cel inițial al lui Hitler, de apărare a unei zone limitate.
Anumiți istorici moderni, precum Larry T. Addington, Niall Barr și Robert Citino, sunt sceptici cu privire calitățile lui Rommel de comandant la nivel operațional, ca să nu mai vorbim de cel strategic. Aceștia subliniază lipsa de realism a lui Rommel față de situația strategică a Germaniei, neînțelegerea importanței relative a teatrului său de operații pentru Înaltul Comandament german, slaba sa înțelegere a realităților logistice și, potrivit istoricului Ian Beckett, „înclinația sa pentru vânarea gloriei”. Citino consideră că limitările lui Rommel în calitate de comandant la nivel operațional au „contribuit material” la dispariția finală a forțelor Axei în Africa de Nord . Între timp, Addington s-a concentrat pe indisciplina lui Rommel și pe lupta pentru strategia din Africa de Nord, prin care succesul său inițial strălucit a dus la „efecte catastrofale” pentru Germania în acest teatru de război.
Istoricul Geoffrey P. Megargee⁠(d) se referă la Rommel ca la un „lider tactic talentat”, dar subliniază faptul că a jucat în avantajul său structurile de comandă germană și italiană una împotriva celeilalte. Rommel a folosit structura confuză a OKW-ului (Comandamentul Suprem al Wehrmachtului) și Comando Supremo⁠(d) (Comandamentul Suprem italian) ca să nu țină cont de ordinele cu care nu era de acord sau ca să apeleze la orice autoritate pe care o considera mai înțelegătoare față de solicitările sale. Rommel mergea adesea direct la Hitler cu nevoile și preocupările sale, profitând de favoritismul pe care Führerul îl manifesta față de el și crescând neîncrederea Înaltului Comandament german față de el.
Specialiștii militari au pus la îndoială, de asemenea, abilitățile lui Rommel la nivel operațional. Deși aproape toți recunosc excelentele abilități tactice și curajul personal ale lui Rommel, mulți ofițeri au ajuns să accepte că Rommel a fost „probabil cel mai supraestimat comandant de armată din istoria mondială”, scrie generalul-maior și istoricul militar american David T. Zabecki⁠(d) de la United States Naval Institute⁠(d), citând opinia lui Wolf Heckmann⁠(d). Zabecki notează că mișcările tactice geniale ale lui Rommel au fost imposibil de susținut din punct de vedere logistic, ceea ce a dus în cele din urmă la o înfrângere strategică. Generalul Klaus Naumann⁠(d), care a îndeplinit funcția de Șef de Stat Major al Bundeswehr, este de acord cu Charles Messenger că Rommel a avut dificultăți la nivel operațional și afirmă că încălcarea de către Rommel a principiului „unității de comandă, ocolind ierarhia de comandă în Africa, a fost inacceptabilă. .
Unii istorici, precum Zabecki și Peter Lieb⁠(d), pun în discuție și absența lui Rommel din Normandia în ziua invaziei Aliaților, 6 iunie 1944. Acesta părăsise Franța pe 5 iunie și se afla acasă pe 6 iunie, sărbătorind ziua de naștere a soției sale. Rommel intenționa să se întâlnească cu Hitler a doua zi ca să discute situația din Normandia. Zabecki califică decizia sa de părăsire a teatrul de operații în fața unei invazii iminente drept „o incredibilă lipsă de responsabilitate a comandantului”.
Autorii mai înțelegători evidențiază situațiile complexe cu care Rommel a trebuit să se confrunte. Brian Hanley, din Comitetul editorial al directorilor United States Naval Institute⁠(d), comentează că Rommel a fost învins din momentul în care a ajuns în Africa, având în vedere că trupele aliate erau mai numeroase decât Afrika Korps și că primele lucrau sub un lanț de comandă mult mai simplu, în timp ce ordinele trimise de la Berlin în Africa de Nord erau rareori păstrate confidențiale. Hanley consideră că Rommel, punând autoritățile militare germane și italiene una împotriva celeilalte, a transformat vulnerabilitățile în avantaje și că a creat în mod repetat miracole operaționale care au făcut atractivă o investiție strategică în teatrul african în 1942. De asemenea, potrivit lui Hanley, dacă Rommel stătea pe loc, puterea inamicului său s-ar fi acumulat, în timp ce a sa, care depindea de o linie de aprovizionare incertă, s-ar fi diminuat, astfel că avea nevoie de stocurile britanice de aprovizionare pentru a face față problemelor sale logistice.
Daniel Allen Butler⁠(d) scrie că, dacă Rommel nu a fost un strateg instruit în mod oficial, el s-a transformat într-unul, devenind capabil să profite de oportunități strategice pe care alții le-au ratat. Pornind ca un comandant impulsiv, care își punea în pericol comanda și planurile superiorilor săi în Africa, el și-a dat seama că armata adversarului său era obiectivul principal și nu simpla deținere a teritoriului. Butler scrie că a fost nedrept să dea vina pe Rommel, având în vedere că a fost informat în niciun fel cu privire la Operațiunea Barbarossa. De asemenea, Butler pune la îndoială necesitatea de a se supune strategiei superioare a superiorilor săi, având în vedere că Hitler nu a avut niciodată o strategie coerentă. Istoricul german Reinhard Stumpf este de părere că Rommel a avut de fapt aprobarea superiorilor săi germani (și mai târziu italieni) (inclusiv a lui Hitler și a Înaltului Comandament) în conducerea Afrika Korps ca forță mobilă de atac și pentru ofensivele sale. Cu o forță atât de slabă, el a ajuns să depindă de un automatism (care presupunea atacuri constante încununate de succes), care a încetat să funcționeze odată ce a pierdut treptat superioritatea în materie de echipament, acoperirea aeriană și informații bune (care, în combinație cu o conducere bună, permiteau posibilitatea compensării într-o anumită măsură a inferiorității numerice). Acest lucru s-a aplicat și în cazul Maltei: chiar dacă insula ar fi fost cucerită, starea armatei nu s-ar fi îmbunătățit imediat, dar menținerea terenului însemna că Rommel ar fi pierdut inițiativa pentru totdeauna. Potrivit lui Maurice Remy, Rommel nu ar trebui să fie învinuit în ceea ce privește chestiunile strategice, având în vedere că Hitler și Mussolini pregătiseră de la început strategia ofensivă africană, în ciuda avertismentelor lui Brauchitsch și Halder privind invazia planificată a Rusiei (despre care Rommel nu a fost informat). Pe măsură ce campania africană avansa, Rommel a devenit conștient de situația strategică și de aprovizionare, dar superiorii săi (printre care și Kesselring) continuau să îi ceară să avanseze mai mult și să îi promită că proviziile vor ajunge la timp pe câmpul de luptă. La fel ca Hanley și Stumpf, Remy a considerat că succesele lui Rommel lucrau împotriva acestuia: superiorii săi au presupus că, în ciuda cererilor sale constante pentru mai multe forțe și provizii, el se putea descurca cu mult mai puțin. De asemenea, Remy este de părere că planul lui Rommel pentru apărarea coastei atlantice a fost cel corect, deși și el a făcut o greșeală considerând Calais drept principala zonă de debarcare.
Alții, precum Stroud, Krause și Phillips, sunt de părere că până și nesăbuința și insubordonarea lui Rommel în timpul invaziei Franței au fost în beneficiul cauzei germane, salvând în același timp obiectivele misterioase ale lui Hitler și inventând aplicarea efectivă a  Blitzkriegului („războiul fulgerător”), iar Hitler a fost cel care a transformat victoria strategică în victorie operațională. Potrivit lui Alan J. Levine, spre deosebire de afirmația conform căreia el a fost doar un tactician de geniu, fără o bună înțelegere a logisticii, Rommel a fost un gânditor mai clar decât majoritatea colegilor săi (arătat prin judecățile sale cu privire la situațiile în curs de dezvoltare) și, deși era cel mai general defetist german, pesimismul său avea o justificare serioasă și era capabil să manifeste în același timp o energie surprinzătoare în construirea apărării Normandiei.
MacGregor Knox⁠(d), ale cărui lucrări se bazează în mare parte din surse italiene, opinează că mai degrabă decât slăbiciunile tehnice și de competență, eficiența în război depinde în cele din urmă de cultură, stilul de comandă și fizionomia morală, care la rândul lor generează imaginația tehnologică și structura forței. El subliniază că puținele unități mobile italiene care au luptat împreună cu Afrika Korps au beneficiat de conducerea lui Rommel, care le-a ajutat să facă față situațiilor în schimbare rapidă într-un război fără fronturi fixe, în ciuda amestecului lui Ettore Bastico⁠(d). Marvin Knorr își exprimă o părere binevoitoare cu privire la atitudinea lui Rommel față de Statul Major General, spunând că atitudinile acestuia față de ofițerii proveniți din clasa de mijloc, așa cum era el, făcea de înțeles faptul că era precaut față de OKW și îngrijorat că ofițerii pe care i-au fost trimiși îi vor face rapoarte sau vor încerca să preia comanda. În ciuda acestui fapt, el a ajuns să aibă încredere și să depindă de acești ofițeri de stat major, precum Friedrich von Mellenthin⁠(d) și Siegfried Westphal⁠(d), care la rândul lor și-au dovedit talentul și loialitatea. Rick Atkinson recunoaște „îndrăzneala, strălucirea tactică și stilul personal” al lui Rommel, menționând, de asemenea, că acesta „avea o capacitate stranie de a domina mințile adversarilor săi.
Unii autori precum Stumpf și Lewin afirmă că, deși statisticile lui Creveld privind pierderile de aprovizionare nu sunt greșite și că distanțele mari reprezentau o mare problemă, eșecul liniilor maritime de aprovizionare a fost încă un factor decisiv, deoarece aprovizionarea eficientă din punct de vedere operațional nu a reușit adesea să ajungă la momente decisive ale campaniilor. Douglas Austin subliniază că capacitatea totală a porturilor din Tobruk și Benghazi a fost de fapt suficientă și că interceptările Enigma publicate recent arată că pierderile masive în timpul transportului pe mare (și nu descărcarea sau transportul proviziilor în zonele înaintate) au avut un impact mai mare asupra deciziile lui Rommel, precum și ale altor comandanți germani, precum Kesselring. Levine respinge capacitatea slabă a portului și lipsa vehiculelor de transport drept slăbiciunile cruciale ale Afrika Korps, citând dovezi adunate de Hinsley și Bennett de la serviciile britanice de informații. Alți autori au subliniat dependența lui Rommel de resursele capturate ca o compensație pentru liniile de aprovizionare instabile și promisiunile neîndeplinite (până în 1942, 85% din transportul său era asigurat cu vehicule capturate). Butler consideră că mitul managementului logistic prost al lui Rommel este rezultatul zvonurilor lansate de Halder. De asemenea, Lieb afirmă că, în timp ce cei mai duri critici ai săi (care proveneau în mare parte din Statul Major) spuneau adesea că Rommel era supraevaluat sau nu este potrivit pentru comandamente superioare, invidia a fost un factor important aici (Simon Ball observă, de asemenea, că acesta era singurul grup de oameni din Occidentul postbelic care avea interes să-l denigreze pe Rommel, care nu fusese niciodată unul dintre ei, în timp ce el consideră că diverse elemente din guvernarea și cercurile militare engleze și germane postbelice aveau interes dimpotrivă să îl laude).

### Rolul în atentatul din 20 iulie
Amploarea implicării lui Rommel în rezistența împotriva lui Hitler sau complotul din 20 iulie al armatei este greu de stabilit, deoarece oamenii cel mai direct implicați nu au supraviețuit și există documente limitate despre planurile și pregătirile conspiratorilor. Astfel, participarea lui Rommel rămâne ambiguă, iar percepția asupra acesteia își are în mare măsură sursa în evenimentele ulterioare (în special sinuciderea forțată a lui Rommel) și relatările postbelice ale participanților supraviețuitori. Conform unei relatări postbelice a lui Karl Strölin⁠(d), „Oberbürgermeisterul” din Stuttgart la acea vreme, el și alți doi conspiratori, Alexander von Falkenhausen⁠(d) și Carl Heinrich von Stülpnagel⁠(d), au început eforturile de a-l aduce Rommel în conspirația împotriva lui Hitler la începutul anului 1944. La 15 aprilie 1944, noul șef al statului major al lui Rommel, Hans Speidel, a sosit în Normandia și l-a reintrodus pe Rommel la Stülpnagel. Speidel fusese anterior în legătură cu Carl Goerdeler⁠(d), liderul civil al rezistenței, dar nu și de complotiștii conduși de Stauffenberg și a intrat în atenția lui Stauffenberg doar datorită numirii sale la sediul lui Rommel. Conspiratorii au simțit că au nevoie de sprijinul unui mareșal în serviciu activ și i-au dat instrucțiuni lui Speidel să-l aducă pe Rommel în cercul lor.
Speidel sa întâlnit cu fostul ministru de externe Konstantin von Neurath și Strölin pe 27 mai în Germania, aparent la cererea lui Rommel, deși acesta din urmă nu a fost prezent. Neurath și Strölin au sugerat deschiderea imediată a negocierilor de capitulare cu Occidentul și, potrivit lui Speidel, Rommel a fost de acord cu continuarea discuțiilor și pregătirilor. Cu toate acestea, cam în aceeași perioadă, complotiștii din Berlin nu știau că Rommel ar fi decis să ia parte la conspirație. Pe 16 mai, ei l-au informat pe Allen Dulles, prin intermediul căruia sperau să negocieze cu aliații occidentali, că nu se poate conta pe Rommel pentru sprijin.
Rommel s-a opus asasinării lui Hitler. După război, văduva sa a susținut că Rommel credea că o tentativă de asasinat va declanșa un război civil. Istoricul Ian Beckett susține că „nu există nicio dovadă credibilă că Rommel ar fi avut cunoștințe mai mult decât limitate și superficiale despre complot” și a ajuns la concluzia că Rommel nu ar fi acționat pentru a-i ajuta pe complotiști pe 20 iulie, în timp ce Ralf Georg Reuth susține că „nu a existat niciun indiciu privind vreo participare activă a lui Rommel la conspirație”. Istoricul Richard J. Evans⁠(d) a tras concluzia că Rommel știa de existență unui complot, dar nu era implicat.
Ceea ce se știe cu certitudine sunt rezultatele complotului eșuat cu bombă din 20 iulie. Mulți conspiratori au fost arestați, iar numărul celor cercetați a ajuns la mai multe mii de oameni. În consecință, nu a durat mult până când Rommel a fost suspectat, începând cu dovezile obținute de SS de la Stülpnagel, care l-a menționat pe Rommel după tentativa sa de sinucidere. Numele lui Rommel a apărut și în confesiunile consilierului personal al lui Stülpnagel, Caesar von Hofacker⁠(d), și a fost inclus în documentele lui Goerdeler pe o listă de potențiali susținători. Autorul Maurice Philip Remy a descoperit un memoriu din 28 septembrie 1944 al lui Martin Bormann, șeful Cancelariei Partidului Nazist și secretarul personal al lui Hitler, în care a subliniat că „fostul general Stülpnagel, fostul colonel Hofacker, nepotul lui Kluge, între timp executat, locotenent-colonelul Rathgens și alți inculpați încă în viață au depus cu toții mărturii că feldmareșalul Rommel era într-adevăr informat. Rommel a fost de acord să fie la dispoziția noului guvern după un complot încununat de succes”.

Conform conversațiilor interceptate între generalii germani aflați în captivitate britanică, editate de istoricul Sönke Neitzel⁠(d), generalul Heinrich Eberbach⁠(d), fostul comandant al Armatei a 5-a Panzer, a susținut pe 14 septembrie 1944 că Rommel îi spusese în Normandia, cu doar câteva zile înainte de complot, că Hitler și anturajul lui ar trebui să fie uciși, dacă ar exista vreo șansă ca Germania să obțină un final satisfăcător pentru război. Rezumând cele mai recente descoperiri cu privire la rolul lui Rommel în complotul din 20 iulie, Peter Lieb ajunge la următoarea concluzie:
[Rommel] nu a jucat niciun rol în pregătirile operaționale pentru complotul împotriva lui Hitler și nu știm ce post ar fi trebuit să-și asume după o lovitură de stat reușită. Prin urmare, feldmareșalul cu siguranță nu a făcut parte din cercul cel mai intim al complotiștilor din 20 iulie. În același timp, însă, a fost mai mult decât un simplu simpatizant și a plătit pentru asta cu viața. Prin urmare, el merită un loc solid în rezistența militară împotriva lui Hitler într-o măsură mai mare decât a fost recunoscut recent în mediul academic și în public.

Maurice Remy consideră că ar trebui să se pună accentul pe planul său pentru o pace separată cu occidentul (intenția lui nu era să continue războiul devastator al lui Hitler în [Frontul de Răsărit (Al Doilea Război Mondial)|est]], ci să prevină dezastrele care urmau să se întâmple în Germania dacă intra aici armata sovietică), care a fost concepute cu detalii concrete și realizate cu mare risc personal.

### Analiza motivațiilor
Rommel a fost un om ambițios, care a profitat de apropierea lui de Hitler și a acceptat de bunăvoie campaniile de propagandă concepute pentru el de Goebbels. El a căutat să creeze condiții egale de afirmare pentru aristocrați și oamenii obișnuiți și, pe de altă parte, a susținut militarismul și un Imperiu German puternic. El i-a tratat pe oameni daor în funcție de meritele lor.
El nu i-a urât pe de oamenii cu descendență nobilă și, atitudinea lui a fost o întoarcere la idealul cavalerului medieval,ceea ce a ajutat la atragerea admirației britanicilor ,care vedeau în el un arhetip romantic. Rommel s-a autodefinit ca tradiționalist în ceea ce privește etica militară și modernist în ceea ce privește tehnicile de război. Citino crede că, sub aspectul modern, povestea lui Rommel (precum și stilul său de război, inclusiv punctele negative) a fost de fapt ultima manifestare a unei tradiții prusace mai vechi care a început cu Georg von Derfflinger⁠(d), în care străinul umil (nu era prusac din naștere) a ales să slujească regelui prusac, în care a avut încredere deplină și în slujba căruia era dispus să atragă rea-voința tuturor celorlalți oameni puternici, așa cum făcuse Seydlitz⁠(d) și Ziethen⁠(d). (Reuth comentează, de asemenea, că Rommel avea tendința de a-i învinovăți pe oamenii din jurul lui Hitler pentru toate relele regimului, în timp ce îl vedea pe Hitler, generatorul ordinelor criminale, ca sursa a tot ceea ce era bun). Unii autori remarcă că el a căutat gloria militară și recunoașterea personală, mai ales de la Hitler, asupra căruia, potrivit lui Watson, Rommel și-a proiectat ideea despre voința poporului german.

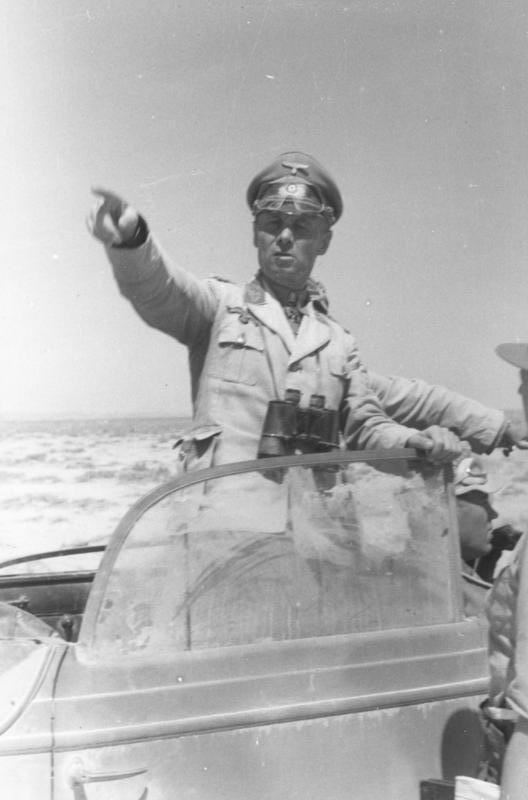
Rommel pozând pentru o fotografie de propagandă în Africa de Nord. Potrivit lui Klaus Naumann, „Rommel a fost folosit de regimul nazist pentru a crea un mit. El a tolerat acest lucru deoarece avea o doză puternică de ambiție personală și vanitate”

O serie de contemporani au remarcat vanitatea lui Rommel. În memoriul referitor la trădarea lui Rommel, Martin Bormann a remarcat: „S-a fotografiat din zori până în amurg ... Este atât de vanitos încât nu poartă ochelari”. (Rommel era miop la un ochi și prezbit la celălalt). Cu toate acestea, istoricul Samuel Mitcham a remarcat că Martin Bormann îi purta pică generalul feldmareșalului încă din 1939. Unii autori moderni, cum ar fi Storbeck, sunt mai înțelegători. El afirmă că ceea ce era perceput ca vanitate la Rommel s-a dezvoltat ca o reacție la presiunea exercitată de colegii aristocrați și din marea burghezie. Psihologul Norman F. Dixon⁠(d) remarcă că, deși Rommel a arătat față de Hitler o admirație care a dispărut ulterior, el nu a manifestat dorința de a se supune autorităților superioare sau unor figuri paterne puternice, considerând că, dacă ar fi fost o astfel de persoană, el nu ar fi fost atât de sincer sau nu ar fi riscat să intre în conflict cu oameni precum Himmler, Keitel sau Jodl. Showalter amintește că Rommel a fost un bărbat care și-a adus munca acasă, dar nu într-atât cât promovarea personală să devină o obsesie, având în vedere că nu a depus niciun efort în construirea unui cerc social (soția lui era persoana care determina agenda socială a familiei lor și lista de invitați, iar cercul ales de ea nu era larg și nici ieșit din comun).
Messenger subliniază că Rommel avea multe motive să-i fie recunoscător lui Hitler, inclusiv intervenția sa pentru ca acesta să primească comanda unei divizii blindate, ridicarea lui la statutul de erou național și interesul și sprijinul continuu din partea dictatorului. Remy afirmă că atașamentul față de Hitler a fost mult mai profund decât ar putea explica orice recunoștință și că Hitler devenise sursa de motivație a lui Rommel. Există autori, precum Randall Hansen, care au evidențiat asemănările de origine și personalitate care au facilitat relația dintre cei doi, în timp ce alții, precum Richard Overy⁠(d), afirmă că Rommel era atras de Hitler deoarece el era tot ceea ce Führerul nu era, în timp ce politologul Roland Detsch, într-o recenzie a cărții lui Maurice Remy, comentează că, în ciuda eforturilor lui Remy, relația ciudată a celor doi rămâne greu de înțeles. Wolfram Pyta a remarcat că Hitler nu a concurat cu Rommel pentru imaginea de lider al războiului, deoarece cei doi s-au completat perfect. Erau asemănători în sensul că erau singurii cu o prezență și obiecte culturale în jurul cărora se construia „marea narațiune” a societății germane, astfel Rommel era singurul general german care ar fi fost capabil să conteste stăpânirea lui Hitler, dacă ar fi trecut vreodată Rubiconul din lumea sa militară „apolitică până în măduva oaselor” și și-a dezvoltat o viziune serioasă și critică asupra relațiilor politice ale lui Hitler. Cu toate acestea, Rommel a rămas îndrăgostit de carisma lui Hitler aproape până la sfârșit. Peter Lieb consideră că relația dintre Rommel și Hitler este supraevaluată — s-au plăcut unul de celălalt, dar relația a devenit din ce în ce mai proastă de la sfârșitul anului 1942, când Rommel a început să vadă consecințele conducerii dezastruoase a lui Hitler și să recunoască caracterul criminal al regimului. Potrivit lui Lieb, istoricii ar trebui să se concentreze mai mult pe Goebbels, care a inițiat acțiunile propagandistice care i-a construit imaginea lui Rommel. Generalii italieni îl considerau și ei apolitic pe Rommel. Potrivit lui Scianna, când Badoglio a preluat puterea în Italia în 1943, aliații au sperat că o evoluție similară se va întâmpla și în Germania, cu Rommel ca șef al noului regim, dar generalii italieni prizonieri au respins acest plan ireal, spunându-le că lui Rommel, spre deosebire de alți generali germani, nu-i pasă de politică.
Caddick-Adams scrie că, de-a lungul anilor, Rommel „a fost înfățișat diferit ca un ofițer model, erou popular, lider militar impetuos, șvab cu voință puternică, tactician remarcabil, cavaler galant, susținător entuziast al lui Hitler, criminal de război, luptător de rezistență, reprezentant al unui Wehrmacht cu mâinile curate și, în sfârșit, victimă de sacrificiu a celui de-al Treilea Reich”. În schimb, Rommel a fost un „om complicat cu multe contradicții”. Beckett a subliniat că „mitul lui Rommel... s-a dovedit remarcabil de rezistent” și că este nevoie de mai multă muncă pentru a-l pune în contextul istoric adecvat. Zabecki a ajuns la concluzia că „venerarea oarbă a eroului ... nu face decât să distorsioneze adevăratele lecții care trebuie învățate din cariera și bătăliile [sale]”. iar Watson observă că legenda a fost o „diversiune” care a ascuns evoluția lui Rommel în funcția de comandant militar și schimbarea atitudinii sale față de regimul pe care l-a servit.
John Pimlott a scris că Rommel a fost un comandant militar impresionant, care și-a meritat din plin reputația de exponent principal al războiului mobil, limitat în acțiuni de factori pe care nu i-a putut controla, deși accepta de obicei riscuri mari și putea deveni frustrat atunci când era forțat în defensivă. Pe de altă parte, Pimlott îl critică pe Rommel pentru că nu este de acord cu Hitler doar din motive strategice și, deși acceptă că Rommel a dat un ton cavaleresc bătăliilor sale din Africa, el subliniază că acest lucru nu ar trebui folosit pentru ignorarea responsabilității pe care Rommel trebuie să o poarte pentru promovarea cu vigoare a cauzei naziste. Același părere este susținută de Williamson Murray⁠(d) și Alan Millett⁠(d), care consideră că Rommel, spre deosebire de afirmațiile conform cărora ar fi fost doar un comandant tactic competent, a fost cel mai remarcabil comandant pe câmpul de luptă, care a arătat o viziune strategică realistă, în ciuda controlului minim asupra strategiei. Ei subliniază că, la fel „ca aproape întregul corp de ofițeri germani”, era un nazist convins. În timp, alți autori precum Scianna sunt mai critici față de deciziile sale strategice, dar resping și miturile negative, cum ar fi abandonarea de către Rommel a aliaților săi.
Cornelia Hecht, autoarea expoziției din 2008 intitulată Mythos Rommel și a cărții cu același nume, explică că, în ciuda cercetărilor ample, este greu de descoperit sub toate straturile mitului cine a fost cu adevărat Rommel. Ea comentează că nu l-ar descrie pe Rommel drept un luptător al rezistenței, deși el a susținut tentativa pentru asasinarea a lui Hitler. Patrick Major îl descrie pe Rommel ca pe cineva care a fost alături de regim atâta timp cât acesta i-a servit nevoilor, un „coleg de călătorie mai degrabă decât un criminal de război”. Rezumând cariera lui Rommel într-un Interviu din 2012, istoricul Sönke Neitzel afirmă:
Pe de o parte, el nu a comis crime de război despre care să știm și a ordonat o retragere la El Alamein, în ciuda ordinului lui Hitler. Dar a suferit pierderi uriașe germane în altă parte și a fost un slujitor al regimului. Nu era chiar un liberal sau un social-democrat strălucitor. În mare parte, era interesat de cariera lui.
Istoricul Reuth observă că imaginea germană modernă a lui Rommel (un rezultat al „Disputei istorice (Historikerstreit)⁠(d)” din anii 1980 și al dezbaterilor despre vinovăția de război din anii 1990), așa cum este reprezentată în special de Maurice Rémy, este cea a personalității duble – național-socialist și erou al rezistenței. Reuth susține că „Rommel nu era nici unul, nici celălalt. El nu înțelesese nici național-socialismul, nici rezistența la acesta. Asemenea milioanelor de germani, el l-a urmat pe Hitler în dezastru și, în timp ce făcea asta, credea că își făcea doar datoria”.

## Istoriografie
Deși autorul David Irving și lucrările sale au devenit acum controversate pentru negarea Holocaustului, el este recunoscut drept istoricul care a început reevaluarea lui Rommel. A fost primul istoric care a obținut acces la un număr mare de scrisorile private ale lui Rommel, iar descoperirile sale bine fundamentate au pus sub semnul întrebării imaginea lui Rommel ca „luptător de rezistență cavaleresc”. Această biografie, totuși, a fost criticată de alți autori precum Dowe și Hecht pentru manipularea și denaturarea surselor primare și chiar inventarea de citate textuale cu scopul de a-l portretiza Hitler într-o lumină mai bună.
Lucrări precum documentarul din 2002 „Mythos Rommel” de Remy și cartea cu același nume și cartea din 2004 „Rommel: Das Ende einer Legende” (publicată în limba engleză în 2005 ca „Rommel: The End of a Legend) de istoricul german Ralf Georg Reuth, a continuat discuția atât asupra lui Rommel, cât și asupra mitului său. În dezbaterea continuă despre Rommel și moștenirea sa, Christopher Gabel critică documentarul „Războiul lui Rommel” (realizat de istoricii Jörg Müllner și Jean-Christoph Caron) pentru că folosește o analogie falsă cu să demonstreze că Rommel a fost un criminal de război prin asociere, fără să furnizeze nicio dovadă că Rommel avea cunoștință de crimele din zonele sale de operare. Potrivit lui Matthias Stickler⁠(d), atacurile la integritatea lui Rommel și încercările de a-l lega de crime de război, care au fost începute de jurnaliști în anii 1990, au fost în mare parte repudiate de cercetări serioase, în ciuda faptului că au fost repetate și reîmprospătate de către unii autori și epigonii lor. Stickler îi apreciază atât pe Remy, cât și pe Reuth pentru că au oferit posibile explicații pentru evoluția caracterului lui Rommel.
Numeroși autori de limbă engleză folosesc „mitul Rommel” în mod ambiguu, precum Bruce Allen Watson, care afirmă că „măștile pe care le purta reflectau pluralitatea autentică a omului”, sau Jill Edwards, care remarcă faptul că, sub toate straturile pe care istoricii le-au îndepărtat și adăugat, ceea ce rămâne pare suficient pentru a-l califica pe Rommel drept un mare comandant de oaste, chiar dacă controversat. Alții care menționează și descriu mitul ca pe un fenomen care este fie greu de verificat, fie are un miez care reflectă realitatea includ Pier Paolo Battistelli,, Randall Hansen, Ian Baxter, T.L. McMahon, Brighton, Rosie Goldschmidt Waldeck, Charles F. Marshall, Majdalany, Latimer⁠(d), și Showalter.
Un autor german care folosește cuvântul Mythos într-o manieră critică este Ralph Giordano, care descrie fenomenul ca fiind unul dintre „Falsurile tradiției” în cartea sa cu același nume, care descrie modul în care imaginea lui Rommel a fost o bază majoră pentru cultul războinic al Bundeswehr. Sir David Hunt se descrie ca fiind critic față de mitologia lui Rommel. Deși are „cele mai mari laude pentru caracterul său”, impresia sa despre Rommel în calitate de comandant este aceea a unui cavalerist elegant care a pariat mult și a pierdut în cele din urmă. Alți autori care prezintă relatările populare despre Rommel ca fiind un mit eronat sau falsificat în mod deliberat sunt James Sadkovich, care critică atât presupusul geniu al lui Rommel, cât și tratamentul aplicat de acesta aliaților săi italieni și: James Robinson, Martin Kitchen, Alaric Searle, Robert Citino, Ralf Georg Reuth, Kenneth Macksey.